# Epistrophe xanthostoma
Epistrophe xanthostoma är en tvåvingeart som först beskrevs av Samuel Wendell Williston  1887.  Epistrophe xanthostoma ingår i släktet brynblomflugor, och familjen blomflugor. Inga underarter finns listade i Catalogue of Life.